# G1 regulatorna sekvenca
G1 je regulatorna sekvenca za insulinski gen.